# Everywhere We Go
| Оценки критиков | Оценки критиков |
| Источник        | Оценка          |
| --------------- | --------------- |
| AllMusic        | [ 1 ]           |

Everywhere We Go (с англ. — «Куда бы мы ни пошли») — пятый студийный альбом американского кантри-певца Кенни Чесни, выпущенный 2 марта 1999 года на лейбле BNA Records. Альбом получил смешанные отзывы и платиновую сертификацию RIAA в США и золотую в Канаде.
Песни «How Forever Feels» и «You Had Me from Hello» стали хитами номером один в чартах кантри-музыки в США и Канаде.

## Об альбоме
Британская энциклопедия отметила, что «альбом Everywhere We Go с традиционным для кантри-музыки звучанием был продан тиражом более двух миллионов экземпляров и позволил Чесни прочно занять место в музыкальном мейнстриме».

## Отзывы
Альбом Everywhere We Go получил смешанные отзывы музыкальных критиков и интернет-изданий. Стивен Томас Эрлевайн оценил альбом в две звезды из пяти на сайте AllMusic и отметил, что «в альбоме Everywhere We Go этот уникальный талант кажется растраченным на слишком много заурядных баллад и кантри-роковых номеров, которые даже не претендуют на рок. Музыкальное сопровождение в Everywhere We Go превосходно (типично для нэшвиллских студийных мастеров), но здесь мало мяса, в которое можно вонзить зубы, и поэтому он звучит немного сонно».

## Список композиций
| №                   | Название                             | Автор(ы)                               | Длительность |
| ------------------- | ------------------------------------ | -------------------------------------- | ------------ |
| 1.                  | «What I Need to Do»                  | Tom Damphier, Bill Luther              | 4:05         |
| 2.                  | «How Forever Feels»                  | Wendell Mobley, Tony Mullins           | 3:08         |
| 3.                  | «You Had Me from Hello»              | Кенни Чесни, Skip Ewing                | 3:51         |
| 4.                  | «Kiss Me, Kiss Me, Kiss Me»          | Бретт Джеймс                           | 4:02         |
| 5.                  | «Life Is Good»                       | Jeff Stevens, Steve Bogard             | 3:25         |
| 6.                  | «Everywhere We Go»                   | Paul Overstreet, Billy Aerts           | 3:06         |
| 7.                  | «She Thinks My Tractor’s Sexy»       | Overstreet, Jim Collins                | 4:08         |
| 8.                  | «California»                         | Chris Lindsey, Bill Luther, Aimee Mayo | 3:53         |
| 9.                  | «Baptism» (при участии Randy Travis) | Mickey Cates                           | 4:15         |
| 10.                 | «A Woman Knows»                      | Chesney, Overstreet, Don Sampson       | 3:41         |
| 11.                 | «I Might Get Over You»               | Ewing, Kent Blazy                      | 3:25         |
| Общая длительность: | Общая длительность:                  | Общая длительность:                    | 40:59        |

## Позиции в чартах
| Чарт (1999)                        | Высшая позиция |
| ---------------------------------- | -------------- |
| Канада (Country Albums, RPM)       | 5              |
| США (Billboard 200)                | 51             |
| США (Billboard Top Country Albums) | 5              |

| Чарт (1999)                        | Позиция |
| ---------------------------------- | ------- |
| США Billboard 200                  | 150     |
| США Top Country Albums (Billboard) | 13      |

| Год  | Сингл                          | Высшая позиция | Высшая позиция | Высшая позиция | Сертификации  |
| Год  | Сингл                          | US Country     | US             | CAN Country    | Сертификации  |
| ---- | ------------------------------ | -------------- | -------------- | -------------- | ------------- |
| 1998 | «How Forever Feels»            | 1              | 27             | 1              |               |
| 1999 | «You Had Me from Hello»        | 1              | 34             | 1              | * США: Золото |
| 1999 | «She Thinks My Tractor’s Sexy» | 11             | 66             | 20             | * США: Золото |
| 2000 | «What I Need to Do»            | 8              | 56             | 13             |               |

## Сертификации
| Регион                                                      | Сертификация  | Продажи    |
| ----------------------------------------------------------- | ------------- | ---------- |
| Канада (Music Canada)                                       | Золотой       | 50 000^    |
| США (RIAA)                                                  | 2× Платиновый | 2 000 000^ |
| ^ Данные о тиражах приведены только на основе сертификации. |               |            |